# 隆吉塔區
6°25′01″S 77°52′59″W / 6.41694°S 77.88306°W
隆吉塔區（西班牙語：Distrito de Longuita），是秘魯的一個區，位於該國北部亞馬遜大區的盧亞省，始建於1944年11月14日，面積57.9平方公里，海拔高度2,800米，2005年人口948，人口密度每平方公里16人。